# Schwarze Brustbeere
Die Schwarze Brustbeere (Cordia myxa), genannt auch Schwarzer Brustbeerenbaum, ist eine Pflanzenart aus der Gattung der Kordien (Cordia) in der Familie der Raublattgewächse (Boraginaceae).

## Beschreibung

### Vegetative Merkmale
Die Schwarze Brustbeere wächst als laubabwerfender Baum oder Strauch, der Wuchshöhen von bis 5–12 Metern erreicht. Die Rinde der jungen Zweige und Äste ist rostrot flaumig behaart.
Die wechselständigen, einfachen Laubblätter sind in Blattstiel und Blattspreite gegliedert. Der Blattstiel ist 2,5 bis 4,5 Zentimeter lang. Die unterseits hellere Blattspreite ist bei einer Länge von 8 bis 18 Zentimetern sowie einer etwa gleichen Breite fast kreisförmig, breit-eiförmig oder eiförmig bis breit-elliptisch oder verkehrt-eiförmig mit spitzwinkliger bis gerundeter, fast stumpfer oder mehr oder weniger herzförmiger Spreitenbasis und bespitzem bis spitzem mit abgerundetem bis stumpfem oberen Ende. Die Nervatur ist dreizählig mit gefiederter Mittelader und heller sowie unterseits erhaben. Der Blattrand ist ganz bis entfernt gezähnt. Die Blattunterseite ist leicht samtig behaart. Es sind keine Nebenblätter vorhanden.

### Generative Merkmale
Cordia myxa ist zweihäusig getrenntgeschlechtlich diözisch. Es werden end- oder seitenständige, vielblütige Rispen gebildet. Die gestielten Blüten sind eingeschlechtlich und weiß bis cremefarben. Die Blütezeit reicht in Pakistan von März bis April. Die weiblichen Blüten haben einen röhrigen, innen dicht behaarten Kelch mit 3–4 Zipfeln und eine trichterförmige Krone mit 4–6 zurückgelegten und eingerollten Lappen, sowie oben in der Krone Staminodien mit sterilen Staubbeuteln. Der Fruchtknoten ist oberständig mit einem Griffel mit 4 länglichen Narbenästen. Die männlichen Blüten haben einen becherförmigen, innen haarigen Kelch mit 3 Zipfeln und eine becherförmige Krone mit 5 zurückgelegten Lappen, sowie einen reduzierten Pistillode. Die leicht vorstehenden Staubblätter sind oben in der Krone angeheftet.
Die bei Reife orange-gelb bis bräunlich, kahle Steinfrucht ist bei einer Länge von etwa 2–3,5 Zentimetern eiförmig bis rundlich mit bespitzem oberen Ende. Die Basis der Frucht sitzt im vergrößerten breit-becherförmigen Kelch und an der Spitze sind teils noch Griffelreste. Das Fruchtfleisch ist weißlich-durchsichtig und schleimig. Der leicht runzlige Steinkern ist ein- bis zweisamig.
Die Chromosomenzahl beträgt 2n = 48.

## Verbreitung
Die Schwarze Brustbeere kommt natürlich in Indien, Pakistan und Sri Lanka, Laos, Myanmar sowie im Iran vor. Sie kommt außerhalb des ursprünglichen Verbreitungsgebiets, beispielsweise in der Türkei, in Afrika, Madagaskar und auf den Komoren auch als verwilderte Pflanzenart vor.

## Taxonomie
Die Erstveröffentlichung von Cordia myxa erfolgte 1753 durch Carl von Linné. Ein Synonym für Cordia myxa L. ist Cordia officinalis Lam. oder Cordia paniculata Roth u. a.

## Nutzung
Cordia myxa wird als Kulturpflanze angepflanzt. Die Früchte, Blätter, Sprossen, Samen und die Blüten sind essbar. Sowohl die Früchte als auch Rinde und Blätter haben medizinische Wirkungen. Die Früchte (Sebesten, Sebestes, auch Myxaria genannt) gelten gemäß Fernelius als Mittel zur Linderung von Heiserkeit.

## Trivialnamen
Für Cordia myxa bestehen bzw. bestanden auch die deutschsprachigen Trivialnamen Schwarze Brustbeere, Jujube, Sebeste und Sebestenpflaume.

## Geschichte

### Historische Abbildungen

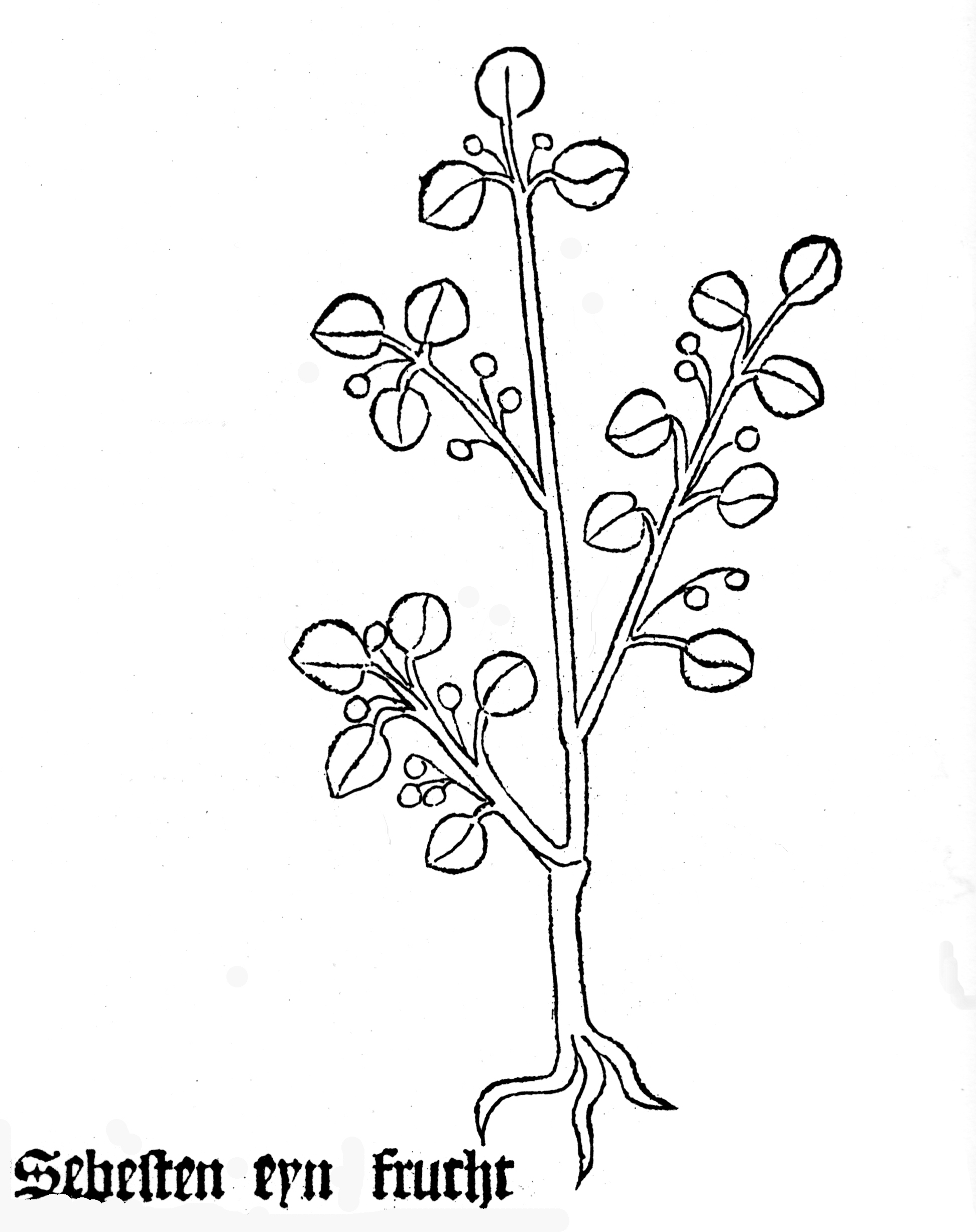
Gart der Gesundheit 1485
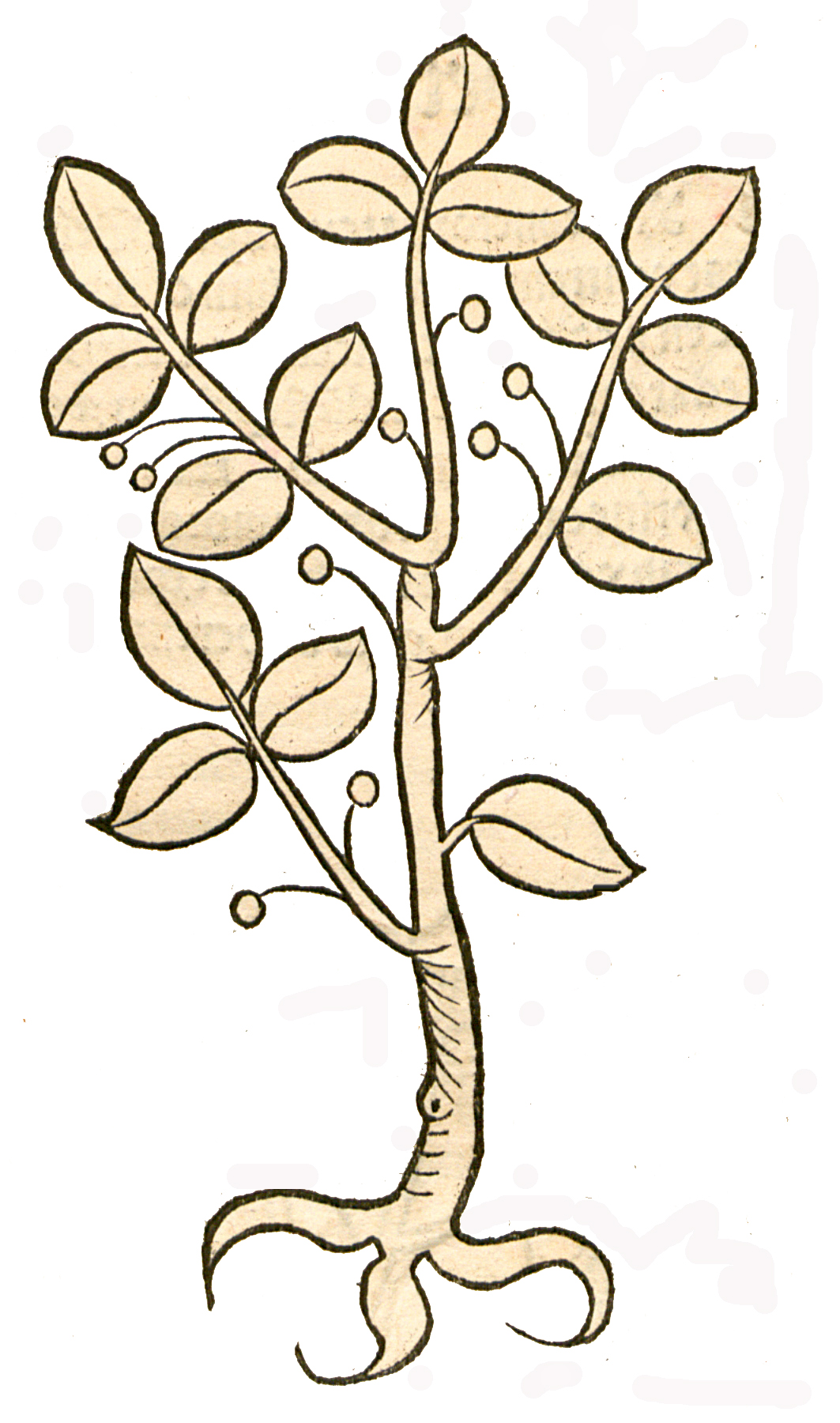
Hortus sanitatis 1491
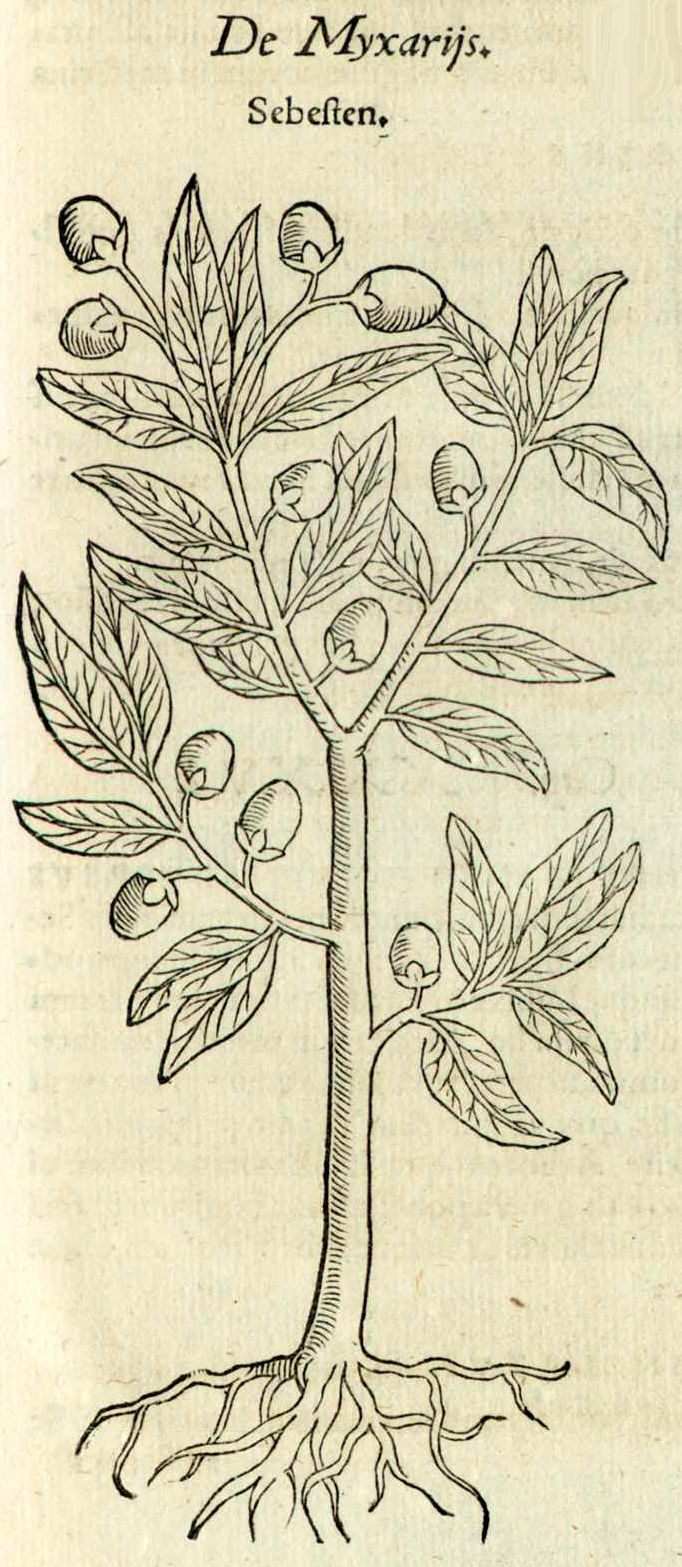
Hieronymus Bock 1552
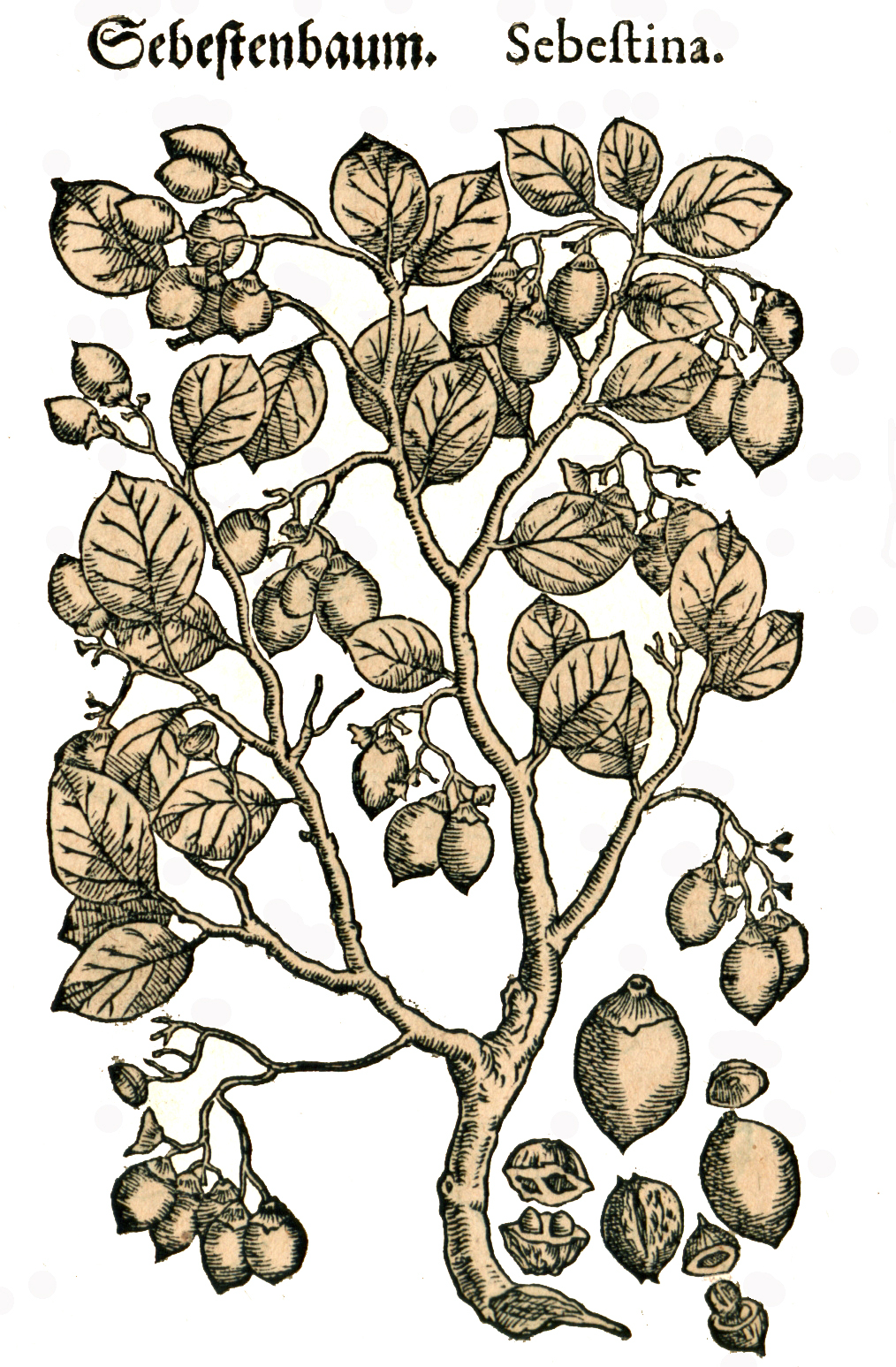
Mattioli / Handsch / Camerarius 1586